# 아오바섬

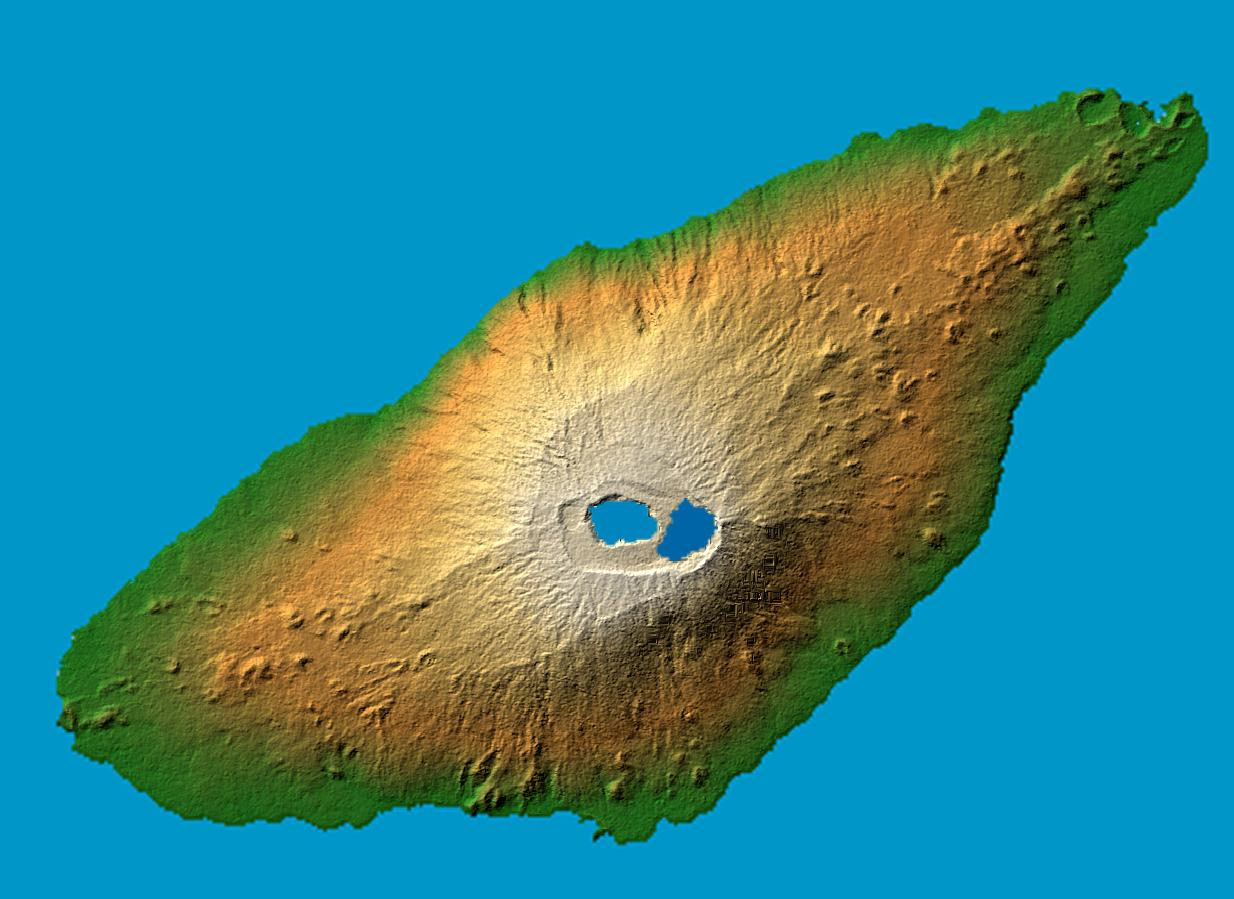
아오바 섬

아오바섬(Aoba Island) 또는 암바에섬(Ambae)은 바누아투 군도에 있는 화산섬이다. 이곳은 순상 화산 형태이며, 실제로 화산 폭발이 일어난 적이 있다.

## 화산
이 곳에 있는 화산은 화산호 뿐인 마나로 화산인데 2005년에 분화한 적이 있는 활화산이다. 지금은 역시 화산호 속에 있는 분화구로 하여금 화산가스나 수증기를 내뿜고 있다. 2005년의 분화당시 이 섬에 살고 있던 주민들이 대피했다.